# Поморие (нос)
Поморие (на английски: Pomorie Point) е тесен морски нос със скалист край в Антарктика.
Намира се от северната страна на входа в залива Листър на полуостров Варна, остров Ливингстън, вдаващ се 500 m на изток в протока Макфарлън.
Разположен е на 5,17 km югоизточно от нос Уилямс, на 7,61 km североизточно от връх Мизия, на 5,49 km северозападно от нос Инот и на 4,36 km на юг-югозапад от нос Дъф на остров Гринуич.
Районът е посещаван от ловци на тюлени през XIX век. Наименуван е на град Поморие в Югоизточна България. Името е официално дадено на 17 февруари 2004 г.
Българско топографско проучване: Тангра 2004/05. Британско картографиране от 1822 г. и 1968 г., чилийско от 1971 г., аржентинско от 1980 г., испанско от 1991 г., българско от 2005, 2009 и 2012 г.

## Карти
- L.L. Ivanov et al, Antarctica: Livingston Island, South Shetland Islands (from English Strait to Morton Strait, with illustrations and ice-cover distribution), 1:100000 scale topographic map, Antarctic Place-names Commission of Bulgaria, Sofia, 2005
- Л. Иванов. Антарктика: Остров Ливингстън и острови Гринуич, Робърт, Сноу и Смит. Топографска карта в мащаб 1:120000. Троян: Фондация Манфред Вьорнер, 2009. ISBN 978-954-92032-4-0
- Л. Иванов. Карта на остров Ливингстън. В: Иванов, Л. и Н. Иванова. Антарктика: Природа, история, усвояване, географски имена и българско участие. София: Фондация Манфред Вьорнер, 2014. с. 18 – 19. ISBN 978-619-90008-1-6